# Josep Borrell
Josep Borrell Fontelles (uttal: [ʒoˈzɛb boˈreʎ fonˈteʎes]), född 24 april 1947 i La Pobla de Segur i Pallars Jussà i nordvästra Katalonien, är en spansk politiker. Han var 2004–2007 talman för Europaparlamentet. 2018–2019 var han spansk utrikesminister. Han var EU:s utrikesrepresentant från 2019 till 2024.

## Karriär

### Europaparlamentet
Borrell var Europaparlamentets talman från 20 juli 2004 till 16 januari 2007. Som ledamot av Europaparlament åren 2004–2009 var han invald för Kataloniens socialistiska parti (PSC), i samarbete med Spanska socialistiska arbetarpartiet (PSOE), och som medlem i Europaparlamentets socialdemokratiska partigrupp, där han varit ledare för den spanska delegationen.
I valet om Europaparlamentets talman fick han absolut majoritet med stöd från 388 av de 732 Europaparlamentarikerna. De andra två kandidaterna till posten som talman var den polske liberalen Bronisław Geremek (208 röster) och den franske kommunisten Francis Wurtz (51 röster). Som en del av en överenskommelse med Gruppen för Europeiska folkpartiet (kristdemokrater) och Europademokrater (EPP-ED) ersattes Borrell av en tysk konservativ talman, Hans-Gert Pöttering, under den andra delen av mandatperioden, det vill säga under 2007.

### Spaniens regering
I juni 2018 valdes Borrell till ny spansk utrikesminister, i den tillträdande socialistiska regeringen ledd av premiärminister Pedro Sánchez. I de spansk-katalanska relationerna har han i likhet med PSOE och de flesta inom PSC tagit tydlig ställning mot den katalanska självständighetsrörelsen.